# هضبة الحجرة
هضبة الحجرة هي أحد الهضاب التي تقع شمال المملكة العربية السعودية وإلى الشمال من هضبة نجد، وفي جنوب العراق، تبدأ مِن منطقة أبي غار العراقية وارتفاعها هناك 160 قدماً وترتفع باتجاه الجنوب الغربي ارتفاعاً تدريجياً لا يُدرَك بالعين حتى يبلغ ارتفاعها 1400 قدم في الجميمة، تمتد الهضبة بين الحدود مع المملكة الأردنية الهاشمية شمالا والنفود الكبير جنوبا وبادية العراق شرقا، وحرة الحرة ووادي السرحان غربا، يصل ارتفاعها إلى 502 متر فوق سطح البحر، ويخترقها العديد من الأودية التي عملت على تقطيع سطح الهضبة، ومن أهم الأودية التي تقطع الهضبة وادي العرعر ووادي الحسيكي، ووادي الخر، ويقطع درب زبيدة الهضبة من الشمال إلى الجنوب. امتداد الحجرة في البادية العراقية من وادي السدير أو شعيب لويحظ جنوباً إلى وادي الخر شمالاً. قال غلوب باشا في كتابه (حرب في الصحراء) إن هضبة الدبدبة تمتد غرباً "إلى شعيب لويحظ الذي يجري باتجاه شمال جنوب. وإذا ما نظرنا غرباً وأنت في شعيب لويحظ فإن الانحدار التدريجي لحافة هضبة الدبدبة يشكل سلسلة طويلة من التلال وهذه السلسلة تُسمى "الحنيّة" وإلى الغرب من شعيب لويحظ تتغير تضاريس الأرض فيصبح سطحها مكسواً بالحجر الجيري وفي مساحة كبيرة وهي ما يطلق عليها "الحجرة"".

## وصلات خارجية
- نطاق صحراء الحجرة في البادية العراقية في قضاء السلمان.